# Communauté de communes du Pays d’Évron
Die Communauté de communes du Pays d’Évron ist ein ehemaliger französischer Gemeindeverband (Communauté de communes) im Département Mayenne und der Region Pays de la Loire. Er wurde am 19. Dezember 2000 gegründet. 
2012 fusionierte der Gemeindeverband mit der Communauté de communes de Bais, der Communauté de communes d’Erve et Charnie und der Communauté de communes du Pays de Montsûrs und bildeten somit die neue Communauté de communes des Coëvrons.

## Mitglieder
1. Assé-le-Bérenger
2. Châtres-la-Forêt
3. Évron
4. Livet
5. Mézangers
6. Neau
7. Saint-Christophe-du-Luat
8. Sainte-Gemmes-le-Robert
9. Saint-Georges-sur-Erve
10. Voutré

## Quelle
- Le SPLAF - (Website zur Bevölkerung und Verwaltungsgrenzen in Frankreich) (französisch).